# 国際大学 (種別)
国際大学（こくさいだいがく）とは、日本国内の高等教育機関である大学において、国際的な視野に立つ総合的な教育を目指した学部・学科を設置し、それらの専攻科目を中心に据えた大学名に冠する名称である。
但し、『国際的な視野に立つ総合的な教育』といったものが極めて曖昧な定義であり、従来から存在する実学系大学（商業大学、工業大学、経済大学、法科大学、医科大学など）のように、専門の学部・学科というものがなく、いかなる専門分野も包括出来ることから、明確な区分は難しい。
また、後述する各大学の学生・関係者や近隣住民によるその大学の省略形呼称として、「国際大学」・「国際大」・「国大」・「国際」などとして使われる場合が多い。（大学の略称については本稿の説明範疇ではないので当該項目を参照。）

## 国際大学一覧

### 現存するもの
- 国際大学（大学院大学）
- 札幌国際大学
- 国際教養大学
- 東日本国際大学
- 共愛学園前橋国際大学
- 国際医療福祉大学
- つくば国際大学
- 日本国際学園大学
- 平成国際大学
- 開智国際大学
- 国際武道大学
- 城西国際大学
- 国際基督教大学
- 国際ファッション専門職大学
- 国際仏教学大学院大学（大学院大学）
- 聖路加国際大学
- 東京国際大学
- 東京国際工科専門職大学
- 新潟国際情報大学
- 富山国際大学
- 名古屋国際工科専門職大学
- 明治国際医療大学
- 大阪国際大学
- 大阪国際工科専門職大学
- 羽衣国際大学
- 神戸国際大学
- 関西国際大学
- 吉備国際大学
- 広島国際大学
- 九州国際大学
- 日本赤十字九州国際看護大学
- 福岡国際医療福祉大学
- 長崎国際大学
- 宮崎国際大学
- 鹿児島国際大学
- 沖縄国際大学

### かつて存在したもの
- 国際大学 (沖縄)（1972年、沖縄国際大学に移行）
- 国際商科大学（1986年、東京国際大学に改称）
- 長崎県立国際経済大学（1991年、長崎県立大学に改称）
- 八千代国際大学（1998年、秀明大学に改称）
- 大阪国際女子大学（2002年、大阪国際大学に統合）
- 萩国際大学（2007年、山口福祉文化大学に改称）
- 四天王寺国際仏教大学（2008年、四天王寺大学に改称）
- 鈴鹿国際大学（2015年、鈴鹿大学に改称）
- 福岡国際大学（2019年、廃止）
- 広島国際学院大学（2023年、廃止）

## 国際を冠した学部・学科を持つ大学一覧

### 国際学部
→国際学部を参照

### 国際英語学部
- 中京大学

### 国際環境経営学部
- 吉備国際大学

### 国際環境工学部
- 北九州市立大学

### 国際関係学部
→国際関係学部を参照

### 国際教養学部
→国際教養学部を参照

### 国際経営学部
- 共栄大学

### 国際コミュニケーション学部
- 群馬県立女子大学
- 淑徳大学
- 武蔵野学院大学
- 愛知大学
- 椙山女学園大学
- 大阪国際大学
- 阪南大学
- 常磐会学園大学
- 福岡国際大学

### 国際社会学部
- 東京外国語大学

### 国際情報学部
- 長崎県立大学
- 静岡産業大学

### 国際食料情報学部
- 東京農業大学

### 国際人文学部
- 城西国際大学

### 国際総合科学部
- 横浜市立大学
- 山口大学

### 国際地域学部
- 東洋大学
- 新潟県立大学

### 国際日本学部
- 東京外国語大学
- 明治大学
- 神奈川大学
- 大手前大学

### 国際文化学部
→国際文化学部を参照